# Maty Mont
Matilde Moncusí i Peyrí, coneguda amb el nom artístic de Maty Mont (Sabadell, 10 de juliol de 1919 - 8 de desembre de 1973) va ser una artista de varietats catalana, primera vedet a la dècada dels anys 40 i 50 del segle xx. Actuà a gairebé tots els teatres del Paral·lel. Des de 1989, hi ha una plaça a Sabadell que porta el seu nom.

## Biografia
Després dels estudis primaris, va anar a aprendre de cosir per ser modista, ofici que assolí ben aviat gràcies a la seva habilitat i al gust innat per la moda. En esclatar la Guerra Civil, es desplaçava cada dia a Barcelona a treballar en un gran taller de confecció d'uniformes militars per als soldats de la República.
Acabada la guerra, s'introduí en el món de l'espectacle com a meritòria en la revista de la famosa Celia Gámez, però aviat destacà i creà el seu propi espectacle, que triomfà als principals teatres i sales de festes de Sabadell, Barcelona, Madrid, València, Bilbao, París, Lisboa i Porto.
Maty Mont va morir als 54 anys, afectada d'una leucèmia. El seu enterrament va constituir una gran manifestació de dol ciutadà.

## Trajectòria artística
- 1949. Allá películas. Teatre Victòria (Barcelona)
- 1950. Qué pequeña es Barcelona. Teatre Arnau (Barcelona)
- 1951. Maty Mont... al aparato. Teatre Arnau (Barcelona)
- 1951. Barcelona se divierte. Teatre Romea (Barcelona)
- 1952. Este año estoy de moda. Teatre Poliorama (Barcelona)